# J'ai Pas Vingt Ans
J'ai Pas Vingt Ans is de zesde single van de Franse zangeres Alizée en de tweede uitgekomen single van het album Mes courants électriques.
De single is uitgekomen in juni 2003. Er zijn ook remixen van uitgekomen, waaronder die van Benny Benassi. De Engelse versie heet I'm Not Twenty. De Nederlandse vertaling van de titel is "Ik ben geen twintig".